# Pericoma solitaria
Pericoma solitaria är en tvåvingeart som beskrevs av Wagner och Salamanna 1984. Pericoma solitaria ingår i släktet Pericoma och familjen fjärilsmyggor. Inga underarter finns listade i Catalogue of Life.